# بيت محمود (الحيمة الداخلية)

تعديل مصدري - تعديل

بيت محمود هي إحدى قرى عزلة الحدب بمديرية الحيمة الداخلية التابعة لمحافظة صنعاء، بلغ تعداد سكانها 349 نسمة حسب تعداد اليمن لعام 2004.